# Jerzy Wołodyjowski

Herb Korczak, das Wappen von Jerzy Wołodyjowski

Jerzy Wołodyjowski (* 1620 in Maków bei Kamjanez-Podilskyj; † 26. August 1672 in Kamieniec Podolski, damals Königreich Polen) war ein polnischer Adeliger, der der Wappengemeinschaft Korczak angehörte. Er stand im militärischen Dienst der polnischen Krone.

## Leben
Wołodyjowski war der Sohn von Paweł Wołodyjowski, dem Herrn von Nowosiółka in Podolien. Er nahm vermutlich bereits am Chmelnyzkyj-Aufstand und an Scharmützeln in Podolien teil. Am 15. März 1668 wurde er Truchseß von Przemyśl. Ab 1669 befehligte er ein eigenes ungarisches Infanterieregiment. Dank der Fürsprache von Großhetman Jan Sobieski wurde er Rittmeister in der Festung von Kamieniec-Podolski. Im Oktober 1671 organisierte er mit 560 Reitern die Verteidigung im nahe gelegenen Chreptiów.
Im Sommer 1672 kehrte er nach Kamieniec zurück, das von den Türken bedroht wurde. Hier schwor er mit anderen Offizieren einen Eid, die Burg mit seinem Leben zu verteidigen. Während der Belagerung war er ausführender Kommandant der Burgmannschaft, da Mikołaj Potocki, der Generalstarost der podolischen Länder, nur unzureichende militärische Kenntnisse besaß. Am 12. August 1672 organisierte er einen Überfall auf die heranrückende Armee des Sultans Muhammad IV. Einige Tage später hatten die Türken versucht eine Breche in die Mauern zu sprengen und in die Burg einzudringen. Wołodyjowski konnte den Durchbruch mit seiner Wachmannschaft verhindern und den Angriff abwehren. Nachdem die Kapitulationsbedingungen vereinbart worden waren, bereitete er die Truppen auf den Abmarsch vor. Kurz nachdem die Parlamentäre aus dem türkischen Lager zurückgekehrt waren, setzte der Artilleriekommandant Major Heyking 200 Fässer Schießpulver in Brand. Bei der dadurch ausgelösten Explosion starben 700 Menschen, unter denen sich auch Wołodyjowski befand. Er starb im Burghof an einem Splitter der in seinen Hinterkopf eingedrungen war.
Wołodyjowski wurde im Keller der Franziskanerkirche in Kamieniec bestattet.
1662 hatte er Krystyna (geborene Jeziorkowski, ca. 1620–1675) geheiratet, eine Tochter von Walenty Jeziorkowski; während der Belagerung von Kamieniec war sie in Litauen, nach Wołodyjowskis Tod heiratete sie Franciszek Dziewanowski.

## Rezeption
- Wołodyjowski wurde in der Romanreihe Pan Wołodyjowski (Oberst Wołodyjowski) des polnischen Schriftstellers Henryk Sienkiewicz verewigt. Er diente als Vorbild für den Helden der „Trilogie“.
- Die Romane wurden später verfilmt.